# Cerodontha bistrigata
Cerodontha bistrigata este o specie de muște din genul Cerodontha, familia Agromyzidae, descrisă de Frey în anul 1945. Conform Catalogue of Life specia Cerodontha bistrigata nu are subspecii cunoscute.